# Jean Nicolas Auguste Kreutzer
Jean Nicolas Auguste Kreutzer (Versalhes, 3 de setembro de 1778 - Paris, 31 de agosto de 1832) foi um violinista e compositor francês. É irmão de Rodolphe Kreutzer (1766-1831), de quem recebeu lições de violino.
Jean Nicolas recebeu o primeiro prémio do Conservatório de Paris em 1801, foi músico na orquestra da Ópera de Paris, na orquestra imperial e depois real, e autor de sonatas e de peças para violino, notavelmente dois concertos. Em 1826 sucedeu ao seu irmão no lugar de professor no Conservatório.
Foi enterrado no cemitério do Père-Lachaise, em Paris (13.ª divisão). O seu túmulo, onde também estava a sua esposa Marie Péan (1783-1846), foi retomado pela administração dos cemitérios e destruido em 2004. O seu filho, o compositor e crítico musical Léon Charles François Kreutzer (23/9/1817 Paris - 1868) está enterrado no cemitério de Epinay-sur-Seine ao lado de sua esposa Clémence Kautz, falecida em 1869.
Jean Nicolas era descendente do músico e compositor inglês de música barroca Henry Purcell (1659-1695). 